# Epaminondas Nunes de Ávila e Silva
Epaminondas Nunes de Ávila e Silva (Serro, 4 luglio 1869 – Rio de Janeiro, 29 giugno 1935) è stato un vescovo cattolico brasiliano.
È stato il primo vescovo di Taubaté.

## Biografia
Nel 1882 entrò nel seminario diocesano di Diamantina, dov'era vescovo suo cugino João Antônio dos Santos.
Fu ordinato prete il 17 luglio 1892: fu parroco coadiutore e poi vicario di Serro.
Papa Pio X lo elesse primo vescovo di Taubaté.
Eresse il seminario diocesano, fondò il giornale O Lábaro e istituì la congregazione delle Piccole missionarie di Maria Immacolata.

## Genealogia episcopale
La genealogia episcopale è:
- Vescovo José da Costa e Torres
- Vescovo José Maria de Melo, C.O.
- Vescovo José Caetano da Silva Coutinho
- Vescovo Manoel Joaquim Gonçalves de Andrade
- Vescovo José Antônio dos Reis
- Vescovo Manoel de Monte Rodrigues de Araújo
- Vescovo Antônio Ferreira Viçoso, C.M.
- Vescovo Pedro Maria de Lacerda
- Vescovo Silvério Gomes Pimenta
- Vescovo Joaquim Silvério de Souza